# Вито Волтера
Вито Волтера (на италиански: Vito Volterra) е италиански математик и физик, известен с приносите си към математическата биология и теорията на интегралните уравнения.

## Биография
Роден в Анкона, тогава част от Папската държава, в бедно еврейско семейство, Волтера от дете изявява интерес към математиката. По-късно следва в Пизанския университет, където попада под влиянието на Енрико Бети и където през 1883 е назначен за професор по рационална механика. Там той разработва теорията на функционалите, което го отвежда към интегралните и интегро-диференциалните уравнения, към които той има съществени приноси. Трудът му в тази област излиза под заглавие Теория на функционалите, на интегралните и интегро-диференциални уравнения (1930).
През 1892 г. Волтера става професор по механика в Торинския университет и през 1900, професор по математична физика в Римския университет „Ла Сапиенца“. Волтера израства в последния етап от Рисорджиментото, когато Папската държава е анексирана от Италия, и също като ментора си Бети е ентусиазиран патриот и през 1905 е назначен за сенатор от крал Виктор Емануил III. В същата година, той работи върху теорията на дислокациите в кристалите, която по-късно ще се окаже важна за разбирането на дуктилните материали. След избухването на Първата световна война, Волтера работи в армията върху разработването на въздухоплавателни съдове под ръководството на Джулио Дуе.
След Първата световна война Волтера се интересува от приложенията на математичните идеи в биологията, на основата на трудовете на Пиер Франсоа Ферхулст. Най-известният му принос от този период са Уравненията на Лотка-Волтера.
През 1922 г. се присъединява към опозицията на фашисткия режим на Бенито Мусолини, а през 1931 г. е един от 12-те от общо 1250 професори, отказали да положат клетва за вярност към Мусолини. Неговите политически убеждения проличават от пощенска картичка, която изпраща през 1930-те, на която пише: „Империите умират, но Евклидовите теореми са винаги млади“. Волтера не е бил радикален в политическите си убеждения; бил е също толкова отблъснат от лявата опозиция, дошла на власт, а до края на живота си е останал убеден роялист и националист. Поради отказа си да положи клетва за вярност е трябвало да напусне университетския си пост и научните академии, в които е членувал, и да прекара следващите няколко години в изгнание. Малко преди кончината си се връща в Рим.